# Llangunnor
Llangunnor ou Llangynnwr est un village et une communauté du Carmarthenshire, au pays de Galles.
Au recensement de 2011, elle comptait 2 381 habitants.